# Arthur Bloomfeld
Arthur Bloomfeld (* vor 1890; † nach 1900) war ein deutscher Regattasegler.
Bei den Olympischen Spielen 1900 trat Bloomfeld als Ersatzmann für den angeschlagenen Ottokar Weise in der Bootsklasse bis zu einem Gewicht von einer Tonne an. Zur Crew von Paul Wiesner, dem Eigentümer der Yacht Aschenbrödel, gehörten außerdem Heinrich Peters und Georg Naue. Die Crew gewann zwar die Regatta, jedoch stellte sich beim Nachwiegen heraus, dass das Boot mit 1,041 t zu schwer war, deshalb wurde das Boot disqualifiziert und die Scotia zum siegreichen Boot erklärt.